# Amadeus 4., greve af Savoyen
Amadeus 4., greve af Savoyen (født 1197 i Montmélian nær Chambéry, død 13. juli 1253 samme sted) var greve af Maurienne og Savoyen.
Een af hans efterfølgere var Amadeus den Store, der var greve af Savoyen fra 1285 til 1323.